# Les Solanes (Rivert)
Les Solanes, és una solana del terme municipal de Conca de Dalt, al Pallars Jussà, a l'antic terme de Toralla i Serradell, en territori del poble de Rivert.
Està situat a llevant de Rivert, a l'extrem oriental del territori d'aquest poble. És a l'esquerra del barranc del Solà. És al nord de la partida de Gavatx i a llevant de lo Solà. Queda al davant i a llevant, a l'altre costat del barranc, del Seix de Joanet, al vessant sud-occidental de la Serra de Ramonic.